# Simón Bolívar (Anzoátegui)
Simón Bolívar è un comune del Venezuela situato nello stato dell'Anzoátegui.
Il capoluogo del comune è la città di Barcelona.
Il comune deve il suo nome all'eroe dell'indipendenza Simón Bolívar.